# تئودور هال
تئودور آلوین هال (انگلیسی: Theodore Alvin Hall؛ زادهٔ ۲۰ اکتبر ۱۹۲۵ – درگذشتهٔ ۱ نوامبر ۱۹۹۹) فیزیک‌دان آمریکایی بود.
هویت وی به‌عنوان جاسوس تا اواخر قرن بیستم فاش نشد. علاوه بر این، با وجود اینکه سال‌ها بعد در برابر خبرنگاران و خانواده‌اش اعتراف کرد، هرگز به جرم جاسوسی محاکمه نشد. او گزارش مفصلی از تلاش‌های ایالات متحده آمریکا در طول جنگ جهانی دوم برای ساخت بمب اتم را در اختیار سازمان اطلاعات شوروی قرار داده بود. هال همچنین در پروژهٔ منهتن به‌عنوان کارشناس فیزیک مشارکت داشت و از این موقعیت برای دستیابی به اسرار بمب پلوتونیومی ایالات متحده، معروف به «مرد چاق»، سوء استفاده کرد.
برادر او، ادوارد ن. هال، نیز دانشمند موشکی بود که برای دولت ایالات متحده روی موشک‌های بالستیک قاره‌پیما کار کرده است.

## اوایل زندگی
تئودور آلوین هولتزبرگ، در محله فار راکاوی، کویینز, در شهر نیویورک از یک زوج یهودی به نام‌های بارنت هولتزبرگ و رز موسکویتز به دنیا آمد. پدرش یک پوستین فروش بود. رکود بزرگ طی اوایل سالهای ۱۹۳۰ تأثیر زیادی به شکل منفی، روی کسب و کار پدر و اقتصاد خانوادهٔ تئودور هال گذاشته بود. وقتی درآمد پدرش دیگر قادر به ادامه تحمل مخارج زندگی درمحله فار راکاوی نبود؛ آنها همگی به محله واشینگتن هایتس، منهتن، نقل مکان کردند. تئودور در کودکی دارای استعداد ریاضی بود و این استعداد توسط برادر بزرگ او پرورش یافت. تئودور درپاییز ۱۹۳۷ بعد از گذراندن یک دوره ۳ ساله مدرسه، تنها در یک سال، وارد دبیرستان ویژه آموزش تیزهوشان شد. وی در ۱۴ سالگی دوره متوسطه را سپری کرد و در سال ۱۹۴۰ درکالج کوئینز پذیرفته شد. تئودور هال، در سال ۱۹۴۲وارد دانشگاه هاروارد شد و در سن ۱۸ سالگی در سال ۱۹۴۴ فارغ‌التحصیل گشت. در پاییز ۱۹۳۶ با وجود اعتراضات پدر و مادرشان، ادوارد و برادرش، در تلاش برای عبور از موانعی که شیوه‌های استخدام ضد یهود، ایجاد کرده بود هر دو نام خانوادگی خویش را به هال تغییر دادند.

## پروژه منهتن

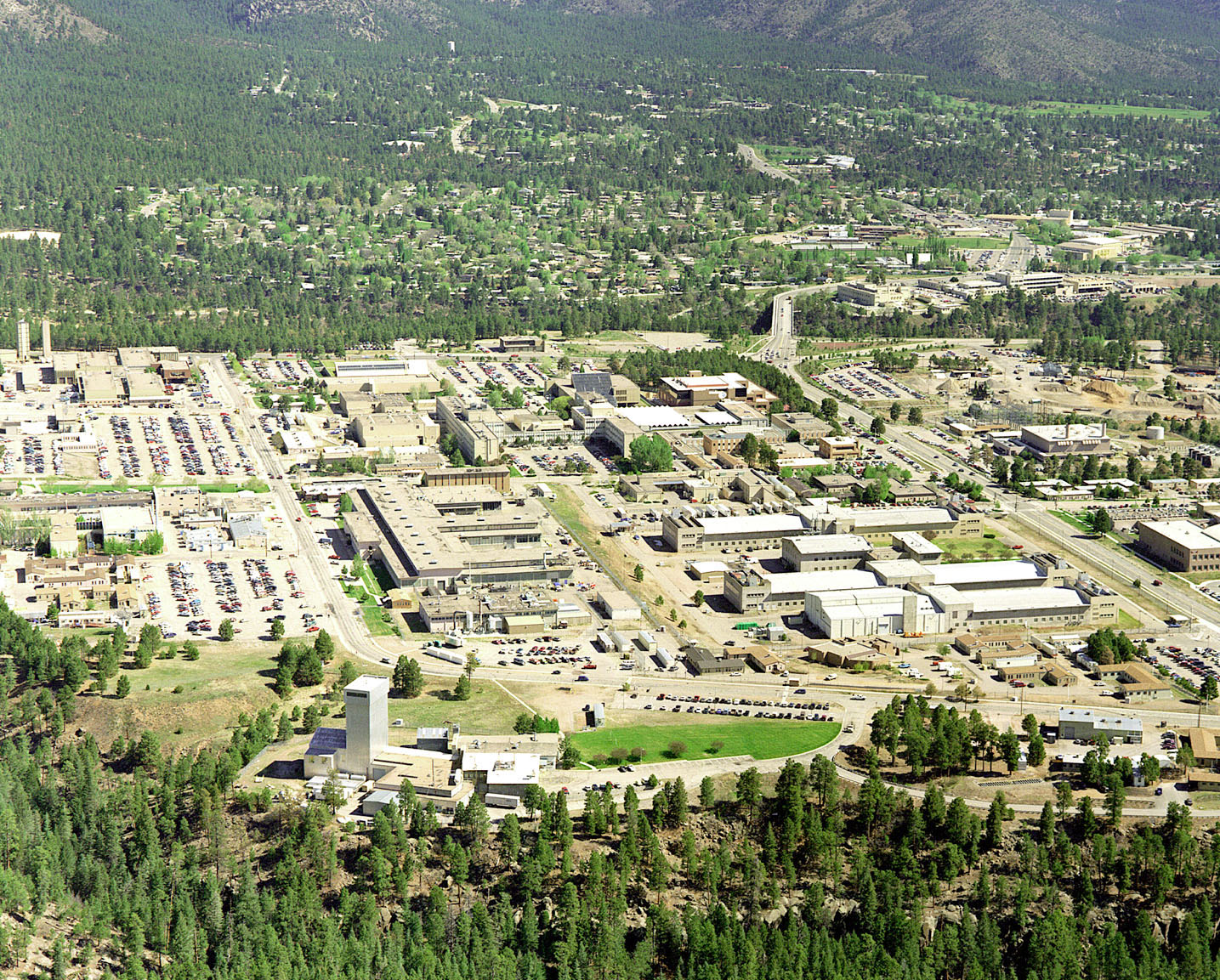
منظره هوایی مدرن لس آلاموس

یک طرح ابتدایی از بمب

در سن ۱۸ سالگی، به توصیه پروفسور جان ون ولک، هال به عنوان جوانترین فیزیکدانی که برای کار در پروژه منهتن در لوس آلاموس، استخدام شد. در لوس آلاموس، پس از اولین کمک به تعیین جرم بحرانی اورانیوم استخدام شد. هال که برای "پسر کوچولو" استفاده می‌شود، به انجام آزمایش‌ها و آزمایش‌های سیستم انفجار ("مرد چاق") اختصاص یافته است. او در نهایت، در حالی که هنوز یک نوجوان بود، مسئول تیمی شد که روی آن کار دشوار کار می‌کرد.
هال بعداً ادعا کرد، از آنجایی که در تابستان ۱۹۴۴ مشخص شد که آلمان در حال شکست دادن جنگ است و هرگز موفق به ساخت بمب اتمی نخواهد شد، پس از پایان جنگ نگران عواقب انحصار آمریکا بر تسلیحات اتمی شد. او به ویژه نگران احتمال ظهور یک دولت فاشیستی در ایالات متحده بود، اگر چنین انحصار هسته ای داشته باشد و بخواهد آن را حفظ کند. او تنها نبود. در داخل محدوده لس آلاموس به‌طور گسترده‌ای شناخته شده بود که ژنرال لزلی گرووز، مدیر پروژه منهتن، در یک شام به گروهی از فیزیکدانان برجسته در آنجا فاش کرده بود که هدف واقعی بمب اتمی ایالات متحده اتحاد جماهیر شوروی است. بیانیه تکان دهنده ای که باعث شد یکی از فیزیکدانان برجسته، یوزف روتبلات، از پروژه استعفا دهد، و دیگرانی مانند نیلز بور و لئو زیلارد بیهوده از روزولت و بعداً ترومن درخواست کردند که آن را متوقف کند، و از آن برای مردم ژاپن استفاده نکند، یا به مردم  شوروی در مورد آن اطلاع دهد.
تد هال به بهانه بازگشت به خانه خود در شهر نیویورک ،برای تولد ۱۹ سالگی خود در اکتبر ۱۹۴۴ از دفتر مرکزی Amtorg، شرکت تجاری اتحاد جماهیر شوروی واقع در یک ساختمان زیر شیروانی در خیابان ۲۴ در میدتاون منهتن بازدید کرد. در آنجا یکی از کارگران آمریکایی آمتورگ نام و آدرس سرگئی کورناکوف، نویسنده نظامی شوروی روسیه امروز و راسکی گولوس را به او داد - همان تماسی که به دوست هاروارد، هم اتاقی و در نهایت پیک جاسوس اولیه اش ساویل ساکس نیز توصیه شد. رئیس یک مرکز فرهنگی شوروی در نیویورک، آرتکینو. هال در ابتدا غافل از اینکه کورناکوف یک مأمور NKVD بود، گزارشی از دانشمندانی که در لوس آلاموس کار می‌کردند، شرایط لس آلاموس و علوم پایه پشت بمب به او داد. ساویل ساکس متعاقباً همان گزارش را به کنسولگری اتحاد جماهیر شوروی تحویل داد، و او به بهانه پرس و جو در مورد بستگانی که هنوز در اتحاد جماهیر شوروی هستند، از آن بازدید کرد. این دو در نهایت با آناتولی یاتسکوف، رئیس ایستگاه نیویورک که تحت پوشش کارمند کنسولی فعالیت می‌کرد، ملاقات کردند، او دو هفته بعد اطلاعات مربوط به هر دو مرد جوان را با استفاده از رمز یکبار مصرف به مقر NKVD در مسکو منتقل کرد. هال پس از اینکه رسماً به عنوان مخبر اتحاد جماهیر شوروی شناخته شد، رمز نام MLAD را به نام ریشه اسلاوی به معنای «جوان» و ساکس که تقریباً یک سال از هال بزرگتر بود، رمز نام STAR را دریافت کرد که ریشه اسلاوی است. به معنی «قدیمی».
کورناکوف در نوامبر ۱۹۴۴ گزارش داد:
نسبتاً قد بلند، باریک، با موهای قهوه ای، رنگ پریده و کمی با صورت، لباس پوشیدن بی احتیاطی، چکمه‌ها برای مدت طولانی تمیز نشده‌اند، جوراب‌های سر خورده به نظر می‌رسند. موهایش باز شده و اغلب روی پیشانی اش می‌ریزد. انگلیسی او بسیار با فرهنگ و غنی است. او به خصوص به سوالات علمی سریع و بسیار روان پاسخ می‌دهد. چشم‌ها نزدیک به هم قرار گرفته‌اند. به وضوح عصبی است. شاید به دلیل رشد زودهنگام ذهنی، او شوخ و تا حدودی کنایه آمیز است، اما بدون سایه ای از آشنایی و بدبینی نابجا. ویژگی اصلی او مغز بسیار حساس و واکنش سریع است. در مکالمه، او مانند شمشیر تیز و انعطاف‌پذیر است… او از خانواده ای یهودی می‌آید، اگرچه به نظر شبیه یک یهودی نیست. پدرش خزدار است. مادرش مرده است. او در ارتش نیست؛ زیرا تاکنون فیزیکدانان جوان در مشاغل دولتی در یک تأسیسات نظامی به خدمت سربازی نمی‌رفتند. اکنون او قرار است به خدمت سربازی برود، اما تردیدی ندارد که او را در همان مکان نگه می‌دارند، تنها با لباس نظامی و با حقوق کمتر.
بدون اینکه هال بداند، کلاوس فوکس، یکی از همکاران لوس آلاموس، و دیگرانی که هنوز هویتشان مشخص نیست، برای اتحاد جماهیر شوروی جاسوسی می‌کردند. به نظر می‌رسد هیچ‌یک از دیگران خبر نداشته‌اند. ساکس تا بهار سال ۱۹۴۵ به عنوان پیک هال عمل می‌کرد، زمانی که به دلیل بازگشت به وضعیت دانشجویی تمام وقت در هاروارد، لونا کوهن جایگزین او شد. ایگور کورچاتوف، دانشمند و رئیس تلاش برای بمب اتمی شوروی، احتمالاً از اطلاعات ارائه شده توسط کلاوس فوکس برای تأیید اطلاعات مربوط که قبلاً توسط هال ارائه شده بود، استفاده کرد. علیرغم اینکه دانشمندان دیگری به اتحاد جماهیر شوروی اطلاعات دادند، هال تنها دانشمند شناخته شده‌ای بود که جزئیاتی را در مورد طراحی یک بمب اتمی ارائه کرد تا اینکه  نقش  اسکار سبورر را افشا کرد.

## حرفه بعد از لس آلاموس
در ژوئن ۱۹۴۶، مجوز امنیتی هال توسط ارتش ایالات متحده لغو شد، نه به دلیل سوء ظن به داشتن یک دارایی شوروی، بلکه به دلیل کشف نامه ای که او از خواهر زن بریتانیایی اش، همسر برادرش ادوارد، ادیت دریافت کرده بود، که به شوخی جویا شد از او: "شنیده‌ام دارید روی چیزی کار می‌کنید که با یک انفجار بزرگ بالا می‌رود! آیا می‌توانید یکی از آنها را برای روز گای فاکس برای ما بفرستید؟" و همچنین نشریات جناح چپی که او در سال گذشته در لوس آلاموس دریافت می‌کرد و ظاهراً در آن زمان سانسورچیان بیش از حد کارشان را نادیده گرفته بودند. هال که با یک مرخصی افتخارآمیز و استناد پرزیدنت ترومن به خاطر دستاوردهای گروه مهندسی ویژه ارتش در لوس آلاموس از ارتش اخراج شد، در پاییز آن سال عازم دانشگاه شیکاگو شد، جایی که مدرک کارشناسی ارشد و دکتری خود را در فیزیک به پایان رساند. او با همسرش آشنا شد و تشکیل خانواده داد.
در شیکاگو، به عنوان دستیار پژوهشی دانشجوی فارغ‌التحصیل، او پیشگام تکنیک‌های مهمی در میکروآنالیز اشعه ایکس بود. در سال ۱۹۵۲، او مؤسسه رادیوبیولوژی و بیوفیزیک دانشگاه شیکاگو را ترک کرد تا در مموریال اسلون کترینگ در شهر نیویورک به سمت تحقیقاتی در بیوفیزیک بپردازد. در سال ۱۹۶۲ از تجهیزات و تکنیک‌های موجود ناراضی شد. او سپس به آزمایشگاه تحقیقاتی میکروسکوپ الکترونی ورنون الیس کاسلت در دانشگاه کمبریج در انگلستان نقل مکان کرد. در کمبریج او روش هال را برای نرمال‌سازی پیوسته ایجاد کرد که با هدف خاص آنالیز بخش‌های نازک بافت بیولوژیکی توسعه داده شد. او تا زمانی که در دانشگاه کمبریج در سن ۵۹ سالگی در سال ۱۹۸۴ بازنشسته شد در کمبریج کار کرد. 
هال بعداً در به دست آوردن امضا برای پیمان صلح استکهلم فعال شد.

## مرگ
در ۱ نوامبر ۱۹۹۹، تئودور هال در سن ۷۴ سالگی در کمبریج انگلستان درگذشت. اگرچه او از بیماری پارکینسون رنج می‌برد، اما در نهایت به سرطان کلیه تسلیم شد، که احتمالاً در نتیجه کار آزمایشی او با پلوتونیوم در سالی که روی شیء مورد استفاده برای آزمایش ترینیتی انجام می‌داد به دست آورد.

## تحقیقات FIB
پروژه وننا سرویس اطلاعات سیگنال ارتش ایالات متحده، برخی از پیام‌های شوروی را رمزگشایی کرد و در ژانویه ۱۹۵۰ یک کابل را کشف کرد که نام هال و ساکس را جاسوسان شوروی معرفی می‌کرد (البته به اشتباه به عنوان تئودور هول و ساویل ساکس نوشته شده بود)، اما تا زمان انتشار عمومی سند همراه با بسیاری دیگر. صفحات کابل‌های جاسوسی زمان جنگ شوروی در ژوئیه ۱۹۹۵، تقریباً تمام جاسوسی‌های مربوط به برنامه تسلیحات هسته ای لوس آلاموس به کلاوس فوکس نسبت داده شد. هال در مارس ۱۹۵۱ توسُط FBI مورد بازجویی قرار گرفت اما متهم نشد. اف‌بی‌آی و وزارت دادگستری ادعا کردند که این به این دلیل است که تنها مدرک آنها سند Venona بود و اینکه ایالات متحده نمی‌خواست به شوروی بفهماند که کد مفصل و ظاهراً «نشکن» خود را شکسته‌اند. آلن اچ. بلمونت، مرد شماره سه FBI، ادعا می‌کند که در آن زمان تصمیم گرفت که اطلاعاتی که از پروژه Venona به دست می‌آید در دادگاه به عنوان شواهد شنیده‌ها .غیرقابل قبول است، بنابراین ارزش آن در پرونده ارزش به خطر انداختن برنامه را ندارد.
با این حال، روزنامه‌نگار دیو لیندورف، که در ۴ ژانویه ۲۰۲۲ در The Nation می‌نویسد، از طریق قانون آزادی اطلاعات، پرونده هال FBI در سال ۲۰۲۱ به دست آورد. این فایل ۱۳۰ صفحه ای شامل ارتباطات بین مدیر اف‌بی‌آی جی. ادگار هوور با رئیس اداره هوا بود. دفتر تحقیقات ویژه نیرو، ژنرال جوزف اف. کارشناس ارشد موشکی خود، ادوارد هال را از دست بدهند. کارول، دستیار ارشد سابق هوور قبل از اینکه او اولین رئیس OSI USAF شود، در نهایت به مأموران هوور اجازه داد تا در ۱۲ ژوئن ۱۹۵۱ از اد هال بازجویی کنند (با یک افسر OSI که مصاحبه را زیر نظر داشت)، اما بازجویی را محدود به مسائل مربوط به ادوارد کرد. خودش، نه برادرش تد. طی چند هفته پس از آن جلسه، نیروی هوایی که تحقیقات خود را در مورد وفاداری ادوارد هال انجام داده و تکمیل کرده بود (که بازرسان خود چهار بار از او سؤال کردند)، او را به سرهنگ دوم و بعداً سرهنگ ارتقا داد و او را از دستیار منصوب کرد. مدیر تا مدیر برنامه توسعه موشکی آن. تبلیغات سیلی آشکاری به هوور بود. اد هال توسعه برنامه موشکی Minuteman را تکمیل کرد و سپس بازنشسته شد. در سال ۱۹۹۹، نیروی هوایی هفت سال قبل از مرگش، با اضافه کردن او به تالار مشاهیر هوافضای نیروی هوایی، از او تقدیر کرد.
لیندورف در سال ۲۰۲۲ فیلم مستند A Compassionate Spy را بر اساس زندگی هال و جاسوسی تهیه کرد. در سال ۲۰۲۳، لیندورف کتاب جاسوسی برای هیچ کشوری را نوشت: داستان تد هال، جاسوس اتمی نوجوانی که ممکن است جهان را نجات داده باشد.

#### بیانیه‌های دهه ۱۹۹۰
پروژه Venona در ژوئیه ۱۹۹۵ به اطلاع عموم مردم رسید.
هال در بیانیه ای کتبی که در سال ۱۹۹۷ منتشر شد، بسیار نزدیک بود اعتراف کند که کابل جاسوسی اتحاد جماهیر شوروی که او را به عنوان یک دارایی شوروی معرفی می‌کرد، دقیق است، اگرچه به‌طور غیرمستقیم، گفت که در سال‌های بلافاصله پس از جنگ، او به شدت احساس می‌کرد که "انحصار آمریکاً در زمینه هسته ای است. سلاح "خطرناک بود و باید از آنها اجتناب شود":
برای کمک به جلوگیری از آن انحصار، به ملاقات کوتاهی با یک مأمور شوروی فکر کردم، فقط برای اینکه آنها را از وجود پروژه A-bomb مطلع کنم. من انتظار تماس بسیار محدودی را داشتم. با هر شانسی، ممکن بود به راحتی اینطور شود، اما اینطور نبود.

یک سال قبل از مرگش، او در مصاحبه ای برای سریال تلویزیونی جنگ سرد در CNN در سال ۱۹۹۸ اعتراف مستقیم تری کرد و گفت:
"تصمیم گرفتم اسرار اتمی را به روس‌ها بدهم زیرا به نظرم مهم بود که هیچ انحصاری وجود نداشته باشد که می‌تواند یک ملت را به یک تهدید تبدیل کند و آن را بر سر جهان با پیشرفت آلمان نازی بازگرداند. به نظر می‌رسید تنها یک پاسخ برای آنچه که باید انجام شود وجود دارد. کار درست این بود که برای شکستن انحصار آمریکا اقدام کنیم".